# Dul Erdenebileg
Dul Erdenebileg (Ulaanbaatar, 14 mei 1978) is een Mongoolse Internationaal Grootmeester dammen die Aziatisch kampioen werd in 1999, 2003 en 2010. 

## Jeugd
Hij nam deel aan het wereldkampioenschap aspiranten 1992 in Riga (12e plaats met 9 uit 9) en 1993 in Minsk (3e plaats met 12 uit 9) en het wereldkampioenschap junioren 1997 in Westerhaar (6e plaats met 10 uit 8). 

## Wereldkampioenschap
Hij kwam uit in het WK-kandidatentoernooi 1997 in Stadskanaal en eindigde daarin met 11 uit 12 op de gedeelde 24e plaats. Hij nam deel aan de toernooien om het wereldkampioenschap in 2001 in Moskou (gedeelde 13e plaats met 14 uit 16), 2003 in Zwartsluis (18e plaats met 15 uit 19) en 2005 in Amsterdam (5e plaats in de voorronde met 8 uit 9). Hij nam zowel in 2008 (gedeelde 9e plaats met 8 uit 11) als in 2010 deel aan de Groningen Seaports Masters.